# 烏克蘭公民身分
乌克兰国籍法详细规定了一个人拥有乌克兰国籍的条件。規定这些要求的主要法律文件是《乌克兰公民法》，该法于2001年3月1日生效。
若父母其中一方為烏克蘭人，任何人在出生时都会自动获得乌克兰公民身份。外国公民在该国居住至少五年、证明自己精通乌克兰语并放弃任何先前国籍即可入籍。
乌克兰以前是苏联的一个加盟共和国，当地居民都是苏联公民。1991年苏联解体后，所有后苏联国家都制定了各自的公民法。尽管乌克兰人不再拥有苏联公民身份，但他们仍然有资格在那些國家入籍或改变国籍。